# Giardino botanico alpino Saussurea
Il giardino alpino Saussurea si trova a 2173 m di altitudine, nel comune di Courmayeur, in Valle d'Aosta, ed è il giardino alpino più alto d'Europa. Il giardino Saussurea è uno dei quattro giardini botanici alpini della Valle d'Aosta, e sui suoi 7000 metri quadrati accoglie la flora alpina tipica del Monte Bianco. Il suo nome deriva da quello di Horace-Bénédict de Saussure, che compì la prima ascensione conosciuta al Monte Bianco nel 1786 e da cui prende il nome anche il fiore Saussurea alpina. È aperto da giugno a settembre.

## Il territorio
Il giardino Saussurea si estende per 7000 m² sul  Pavillon du Mont Fréty, una sella naturale tra il ghiacciaio e la morena del Mont Fréty e quelli dell'Aiguille de Toula, dal lato sud del massiccio del Monte Bianco, nel territorio di Courmayeur; la sella morenica del Pavillon du Mont Fréty è in parte ricoperta da una paleofrana di sassi granitici.
È raggiungibile con la Funivia dei Ghiacciai, oppure a piedi con il sentiero nº 20 da La Palud (Courmayeur) al rifugio Pavillon (2h00'-2h30'). Nei pressi è possibile visitare l'oasi naturalistica del Pavillon du Mont Fréty.

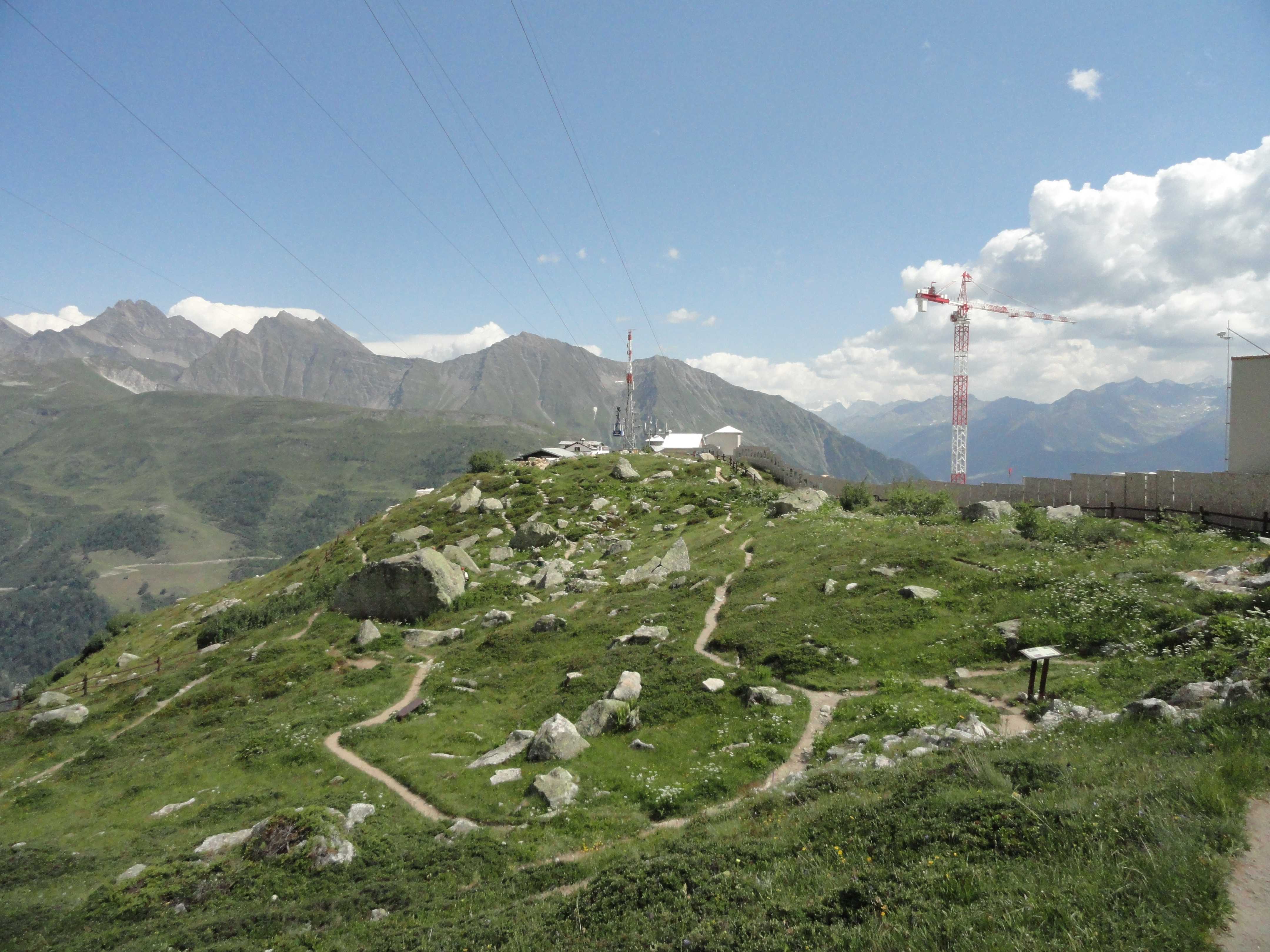
Veduta del giardino. Sullo sfondo il rifugio Pavillon

Il giardino, in cui sono ospitate 900 specie, si presenta come una scenografia che raccoglie i principali ambienti valdostani, e in questo senso promuove la valorizzazione del patrimonio botanico locale, unendola alla fruizione da parte del pubblico. In una prima parte del Giardino, le roccere ospitano le specie botaniche secondo la logica della provenienza geografica; nel settore più interno ci sono invece le ricostruzioni degli ambienti montani.

## Struttura
Il giardino è strutturato in due parti: da un lato gli ambienti naturali e dall'altro le roccere artificiali con le specie suddivise e ambientate per provenienza geografica. Sulle roccere sono riprodotti vari habitat: Valle d'Aosta, Zona officinale, Alpi occidentali, Alpi orientali, Penisola iberica, Eurasia, Emisfero australe, Nord America e Flora calcicola. Gli ambienti naturali riprodotti sono invece: Il pascolo alpino, Gli ambienti umidi, Il macereto, La valletta nivale, L'alneto e Il rododendro-vaccinieto.
Sono in fase di allestimento il muretto delle felci, un erbario e la spermatoteca, mentre è già presente un index seminum.

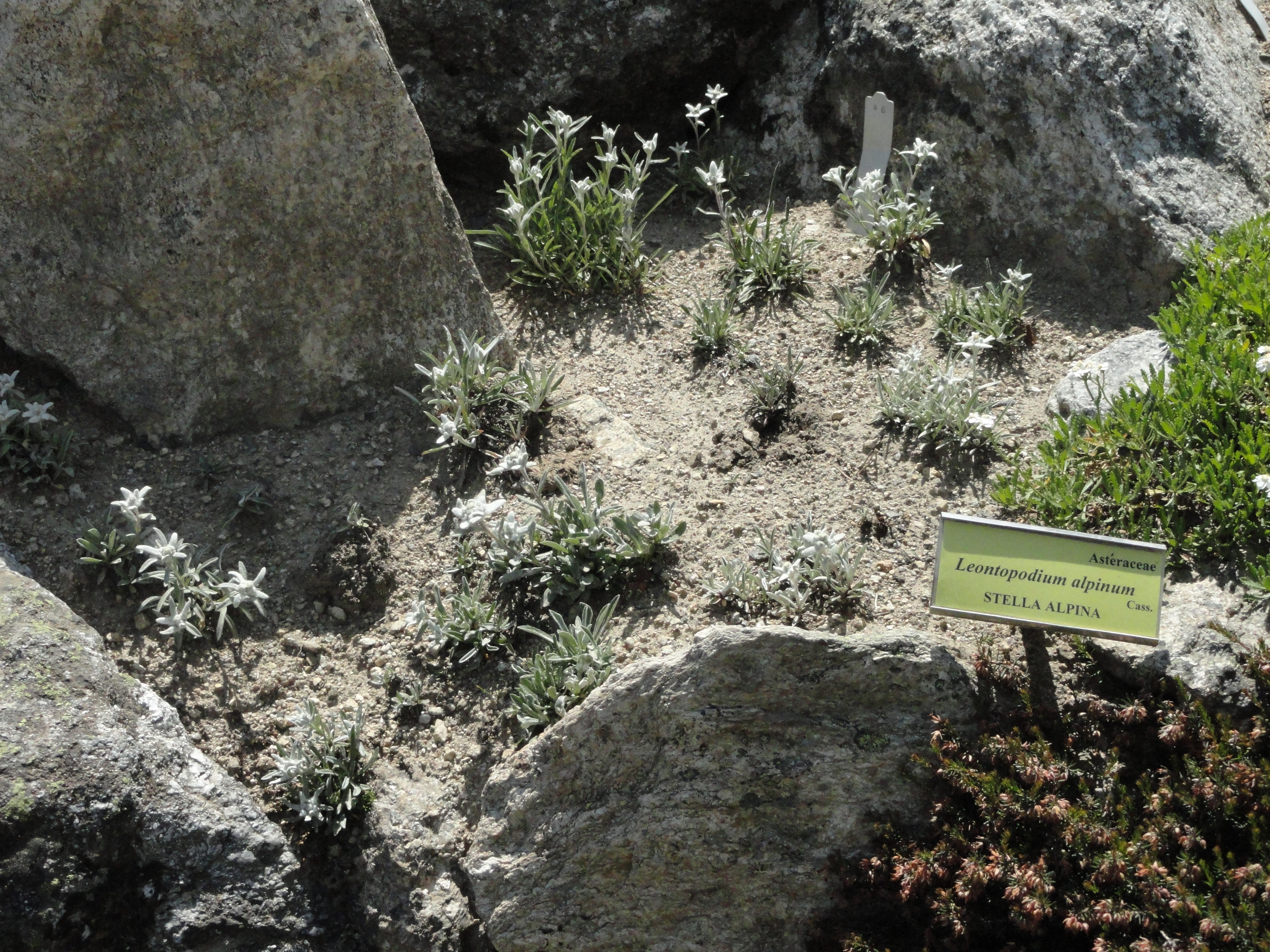
Esemplari di stella alpina

## Storia
Il giardino botanico è stato fondato nel 1984 dalla  Fondazione Donzelli, Gilberti e Ferretti, dedicata alla protezione e allo studio della flora del Monte Bianco, con il sostegno della regione autonoma Valle d'Aosta e del Corpo forestale dello Stato, ma venne inaugurato solo tre anni più tardi. Con il passare del tempo l'aspetto di studio e di tutela delle specie ha preso il sopravvento sull'aspetto turistico. Dal 1987 è attivo anche il progetto “Espace Mont Blanc”, progetto che cerca di creare le condizioni per la nascita di un futuro parco internazionale.
Oggi il giardino alpino Saussurea è gestito dalla Fondazione Saussurea, un tempo nominata Fondazione Donzelli, Gilberti e Ferretti, dai nomi del suo promotore, il Conte Giovanni Battista Gilberti, e del suo fondatore, Laurent Ferretti.
Attualmente è in corso il censimento dei Licheni.